# جنو أوكتاف
أوكتف (بالإنجليزية: GNU Octave)‏ هو برنامج حاسوب يؤدي عمليات التحليلات العددية وهو في معظمه متوافق مع ماتلاب، البرنامج جزء من مشروع جنو، لذلك فهو واحد من البرمجيات الحرة تحت بنود رخصة جنو العمومية.

## تاريخ
المشروع باشر العمل حوالي عام 1988. كان من المقرر في البداية ان يكون مرافقاً لدورة في تصميم مفاعل كيميائي. بدأ التطوير الحقيقي بواسطة جون أيتون في عام 1992. الإصدارية التجريبية الأولى (ألفا) كانت في يوم 4 يناير 1993 وفي يوم 17 فبراير، 1994 تم إصدار نسخة 1.0. نسخة 3.0 صدرت في يوم 21 ديسمبر، 2007.
سمي البرنامج على اسم اوكتف ليفينسبل، بروفيسور سابق كان المبرمج الرئيسي تلميذاً له وكان من المعرف عنه إمكانيته بالقيام بعمليات حسابية معقدة بسرعة عالية باستخدام ورقة وقلم فقط دون الاستعانة بالة حساب إلكترونية.

## تفاصيل تقنية
- كتبت اوكتف بلغة سي++ باستخدام مكتبة STL.
- تستخدم اوكتف مفسر لتنفيذ البرامج المكتوبة بلغة اوكتف.
- تعد اوكتف قابلة للتوسيع باستخدام اجزاء ديناميكية قابلة للتحميل.
- مفسر اوكتف يعمل بصورة تامة مع برامج غنوبلوت وGrace لرسم المخططات، الرسوم البيانية وغيرها، وكذلك طباعتها أو حفظها.

## لغة اوكتف
لغة اوكتف هي لغة برمجة تفسيرية وهيكلية (مشابهة للغة سي وتدعم العديد من دول مكتبة سي القياسية وكذلك عدد من استدعائات ودوال نظام يونكس. بالرغم من ذلك لكنه لا يدعم تمرير المعطيات بالمصدر.
برامج اوكتف تتضمن مجموع من استدعاءات الدوال أو على شكل نصيص. صياغتها مبنية على مصفوفة وتقوم بتوفير مختلف الدوال لعمليات الدوال. اللغة ليست كائنية التوجه ولكنها تدعم بنية بيانات مختلفة.
صياغتها شبيهة جداً بصياغة برمجة ماتلاب والنصيص المبرمج بعناية سوف يستطيع العمل على كل من اوكتف وماتلاب.
بالأمكان نسخ واستخدام اوكتف بحرية وبدون مقابل لأنه مرخص ضمن بنود رخصة جنو العمومية. البرنامج يعمل تحت معظم أنظمة يونكس والأنظمة الشبيهة بيونكس، وكذلك مايكروسوفت ويندوز.

## مزايا ملحوظة
تكملة الأمر واسم المتغير
كتابة رمز TAB في سطر الأوامر سوف يجعل اوكتف يحاول أن يكمل كتابة اسم المتغير، الدالة أو الملف (مشابه لتكملة الاوامر في باش). اوكتف يستخم النص قبل المؤشر كمؤشر اولي على الاسم المراد اكماله.
تاريخ الأوامر
اوكتف يحفظ الاوامر المكتبة في خزان داخلي عند تشغيله بصورة تفاعلية لكي يكون بالأمكان استرجاعها والتعديل عليها.
هياكل البيانات
يتضمن اوكتف كمية محدودة من دعم تنظيم البيانات في الهياكل. مثلاً:
```
octave:1> x.a = 1; x.b = [1, 2; 3, 4]; x.c = "string";
octave:2> x.a
x.a = 1
octave:3> x.b
x.b =

 1 2
 3 4

octave:4> x.c
x.c = string

```

مشغلات بووليان ذات الدائرة القصيرة
مشغلات '||' و'&&' المنطقية في اوكتف تعمل بأسلوب الدائرة القصيرة (كما في مثيلاتها في لغة سي) عكس مشغلات '|' و'&'.
مشغلات الزيادة والنقصان
تتضمن اوكتف مشغلات زيادة ونقصان مشابهة للموجودة في لغة سي وهما '++' و'--' في كلا من اشكالهم (قبل وبعد).
اكمال العملية قبل الانتهاء
اوكتف يدعم شكلاً محدود من معالجة الاخطاء مبنية على نموذج 'unwind-protect' في لغة ليسب، الشكل العام لهذا النموذج يكون كما في المثال الأتي:
```
unwind_protect

  
body

unwind_protect_cleanup

  
cleanup

end_unwind_protect

```

قوائم معطيات طول المتغير
لدى اوكتف الية حقيقة لمعاملة الدوال التي تاخذ عدد غير محدد من المعطيات بدون حد أعلى واضح. يستخم المعطى الخاص المسمى varargin لتحديد قائمة تتألف من صفر إلى أكثر من المعطيات كالمعطى الأخير (أو الوحيد) في القائمة، مثال على ذلك:
```
function
 
s
 
=
 
plus 
(
varargin
)

  
if
 
(
nargin
==
0
)

    
s
 
=
 
0
;

  
else

    
s
 
=
 
varargin
{
1
}
 
+
 
plus
 
(
varargin
{
2
:
nargin
});

  
endif

endfunction

```

قائمة استرجاع طول المتغير
بالإمكان استرجاع أي عدد من القيم في دالة ما عن طريق استخدام دالة الاسترجاع الخاصة varargout، على سبيل المثال:
```
function
 
varargout
 
=
 
multiassign 
(
data
)

  
for
 
k
=
1
:
nargout

    
varargout
{
k
}
 
=
 
data
(:,
k
);

  
endfor

endfunction

```

تكامل C++
بالأمكان تنفيذ أوامر اوكتف في برنامج مكتوب بلغة سي++ بصورة مباشرة. في شفرة مصدرية صغيرة لأستدعاء rand)[9000,1]) على سبيل المثال:
```
  
#include
 
<octave/oct.h>

...

  
ColumnVector
 
NumRands
(
2
);

  
NumRands
(
0
)
 
=
 
9000
;

  
NumRands
(
1
)
 
=
 
1
;

  
octave_value_list
 
f_arg
,
 
f_ret
;

  
f_arg
(
0
)
 
=
 
octave_value
(
NumRands
);

  
f_ret
 
=
 
feval
(
"rand"
,
f_arg
,
1
);

  
Matrix
 
unis
(
f_ret
(
0
).
matrix_value
());

```

## التوافق مع ماتلاب
تم بناء اوكتف مع مراعاة توافقه مع ماتلاب ويشارك مزايا متعددة معه، مثل:
1. تعد المصفوفات نوع بيانات أساسي.
2. دعم مبني داخلياً للأرقام المركبة.
3. دوال رياضية قوية ومكتبات دوال واسعة مبنية داخلياً.
4. التوسع عن طريق استخدام الدوال المعرفة من قبل المستخدم.

## وصلات خارجية
- جنو أوكتف على موقع Free Software Directory (الإنجليزية)
- جنو أوكتف على موقع Framasoft (الفرنسية)
- جنو أوكتف على موقع SourceForge (الإنجليزية)